# Songling
Songling är ett stadsdistrikt i prefekturen Daxing'anling i Heilongjiang-provinsen i nordöstra Kina. Orten tillhör formellt Inre Mongoliet, men administreras av Heilongjiang-provinsen. Det ligger omkring 590 kilometer norr om Heilongjiangs provinshuvudstad Harbin.